# Pantomim

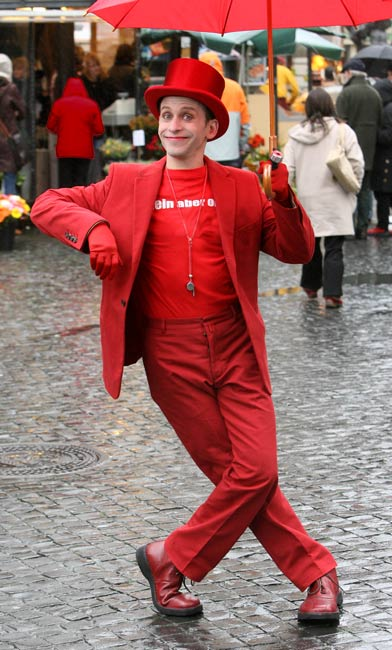
Pantomimartisten Pablo Zibes.

Pantomim (numera och under antiken ofta bara mim), (av grek. παντόμῑμος pantómīmos, den som härmar; besläktat med mimesis), är skådespeleri som utförs med hjälp av kropp och mimik; inga ord används. Ofta har pantomimartisten ("mimaren") kläder som framhäver kroppen, exempelvis trikåer eller färgglada jackor.
En speciell form av mim (mimande) är det som barn gör exempelvis på roliga timmen med dans och mimande till välkänd musik. En annan mim-liknande aktivitet är luftgitarr.